# Max Becker (Politiker)

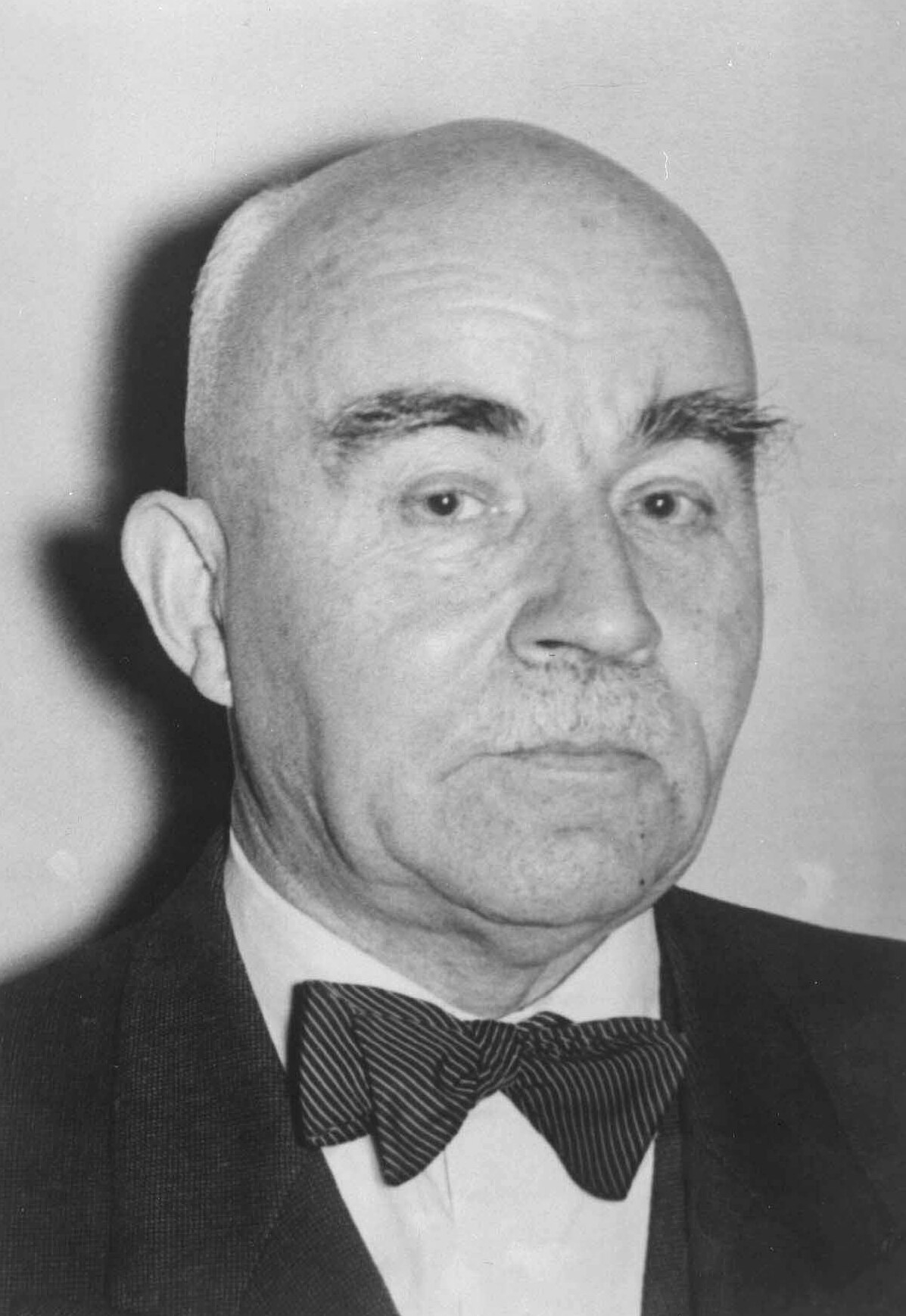
Max Becker

Richard Max Adolf Becker (* 25. Mai 1888 in Kassel; † 29. Juli 1960 in Heidelberg) war ein deutscher Politiker (DVP, FDP).

## Leben und Beruf
Max Becker, der evangelisch war, studierte nach dem Abitur Rechtswissenschaften an den Universitäten Grenoble, Berlin, Halle (Saale) und Marburg und ließ sich 1913 als Rechtsanwalt und Notar in Bad Hersfeld nieder. Am Ersten Weltkrieg nahm er als Soldat teil. Ab 1928 war er als Anwalt in einer eigenen Kanzlei tätig. Becker, der auch sehr kulturinteressiert war, gehörte zu den Initiatoren der Bad Hersfelder Festspiele und gewann seinen Parteifreund und Bundespräsidenten Theodor Heuss als Schirmherren für die erstmals 1951 durchgeführten Festspiele. Becker war verheiratet und hatte drei Kinder.

## Partei
Becker war in der Weimarer Republik Mitglied der DVP. 1945 begründete er in Hessen die LDP mit, die später der hessische Landesverband der FDP wurde. Von 1955 bis zu seinem Tode gehörte er dem FDP-Bundesvorstand an. Von 1956 bis 1958 war er Landesvorsitzender der hessischen FDP. 1959 war er Kandidat der FDP für das Amt des Bundespräsidenten (siehe Wahl des deutschen Bundespräsidenten 1959).

## Abgeordneter
Becker war in der Weimarer Republik Ratsmitglied in Bad Hersfeld und 1919 bis 1921 auch Mitglied des Kreistages im Kreis Hersfeld. Außerdem gehörte er von 1922 bis 1933 dem kurhessischen Kommunallandtag und dem Provinziallandtag der preußischen Provinz Hessen-Nassau an. 1945 wurde Becker Mitglied des Magistrats der Stadt Bad Hersfeld und 1946 auch wieder des Kreistages im Kreis Hersfeld.
Becker war 1946 bis 1949 Landtagsabgeordneter in Hessen. Er war 1948/49 Mitglied des Parlamentarischen Rats und dort Schriftführer sowie Vorsitzender des Ausschusses für Wahlrechtsfragen. Dem Deutschen Bundestag gehörte er seit dessen erster Wahl 1949 bis zu seinem Tode an. 1951/52 war er Vorsitzender des Parlamentarischen Untersuchungsausschusses zur Prüfung, ob durch die Personalpolitik Mißstände im Auswärtigen Dienst eingetreten sind.
Becker war als Nachfolger von Thomas Dehler vom 8. Januar 1957 bis zum Ende der Wahlperiode im selben Jahr Vorsitzender der FDP-Fraktion, nachdem er bereits seit dem Austritt des „Ministerflügels“ stellvertretender Fraktionsvorsitzender war. Vom 4. Juli 1956 bis zu seinem Tode war er Vizepräsident des Deutschen Bundestages. Becker war am 5. Februar 1954 der erste Bundestagsabgeordnete, der das neugeschaffene Instrument der Zwischenfrage nutzte, um dem Abgeordneten Alois Niederalt eine Frage zu stellen.
Der Parlamentarischen Versammlung des Europarates gehörte Becker, dessen Schwerpunkte die Außen- und die Europapolitik waren, von 1950 bis zu seinem Tode an. 1952/53 war er Mitglied der Versammlung für eine europäische Verfassung und von 1955 bis zu seinem Tod der Versammlung der Westeuropäischen Union.
Unterlagen aus Beckers Tätigkeit im Parlamentarischen Rat und im Deutschen Bundestag sowie als Vorsitzender der FDP-Bundestagsfraktion und des FDP-Landesverbandes Hessen bilden den Kern seines Nachlasses im Archiv des Liberalismus der Friedrich-Naumann-Stiftung für die Freiheit in Gummersbach.

## Ehrungen
1957 erhielt er vom Aachener Karnevalsverein den Orden wider den tierischen Ernst. Nach seinem Tod wurde er am 3. August 1960 mit einem Staatsbegräbnis in seiner Heimatstadt Bad Hersfeld geehrt. Dort ist auch eine Straße nach ihm benannt.